# George Mallory

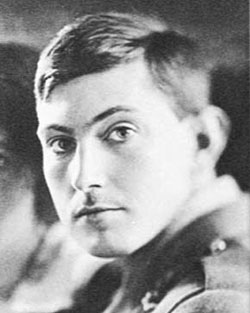
Mallory in 1915

George Herbert Leigh Mallory (Mobberley (Cheshire), 18 juni 1886 – Mount Everest, 8 of 9 juni 1924) was een Brits bergbeklimmer.
Mallory was in het dagelijks leven leraar en hij nam deel aan Britse expedities in 1921, 1922 en 1924 met als doel de top van de Mount Everest. Deze hoogste berg ter wereld  was toen nog nooit beklommen. In 1921 en 1922 lukte het echter niet om de top te bereiken. Tijdens de expeditie van 1922 kwamen 7 dragers om bij een sneeuwlawine en Mallory poogde tijdens de expeditie in 1924 samen met Andrew Irvine met zijn tweeën de top te bereiken. Zij werden voor het laatst gezien op 8 juni 1924 door Noel Odell, een van de andere expeditieleden, op ongeveer 275 meter onder de top van de 8848 meter hoge berg. Mallory en Irvine keerden niet meer terug in het basiskamp van de expeditie en het is onduidelijk of zij de top van de berg hebben gehaald.
Het lichaam van George Mallory werd 75 jaar later (in 1999) door klimmer Conrad Anker op ca. 700 meter onder de top aangetroffen. Het lichaam van Andrew Irvine is nog steeds niet gevonden. 
De top van de Mount Everest werd 29 jaar later, op 29 mei 1953, voor het eerst bereikt door Edmund Hillary en Tenzing Norgay.
The Epic of Everest is het filmverslag van de Everest-expeditie uit 1924, gefilmd door Captain J.B.L Noel.

## Varia
Van Mallory is de gevleugelde uitdrukking afkomstig "Because it´s there", in maart 1923 als antwoord op de vraag van een journalist van de New York Times waarom hij eigenlijk Mount Everest wilde beklimmen. Deze quote wordt sindsdien vaak aangehaald als reden voor grootse ambities.  Skepticus en voormalig ultralangeafstand-wielrenner Michael Shermer bedacht daardoor geïnspireerd daarentegen ¨Because there is no there there¨, om aan te geven dat het (hem) om de tocht gaat, en niet zozeer om de bestemming.